# Günter G. Seip
Günter G. Seip (* 20. Februar 1935 in Darmstadt; † 15. Januar 2017 in Marloffstein) war ein deutscher Ingenieur, Siemens-Direktor und -Standortleiter Regensburg, Präsident des Zentralverbands Elektrotechnik- und Elektronikindustrie (ZVEI) und ab 1990 Gründungspräsident der European Installation Bus Association (EIBA) mit Sitz in Brüssel.

## Leben
Günter Seip stammte aus Hessen und wurde geboren als Sohn des Schlossermeisters Georg Seip und dessen Ehefrau Christine, geborene Schmidt. Von 1953 bis 1956 studierte er an der Städtischen Ingenieurschule Darmstadt.
Er war bei Siemens Leiter des Geschäftsgebietes Installationsgeräte und -systeme sowie Werkleiter in Regensburg. In dieser Funktion gab er mehrere internationale Publikationen zum Themenbereich elektrische Installationstechnik heraus. Das dreibändige Werk Elektrische Installationstechnik gilt als Standardwerk und erschien in mehreren Auflagen sowie in englischer, spanischer, portugiesischer und chinesischer Sprache.
1984 begann er mit seinen Mitarbeitern mit der Entwicklung eines Systems für die Gebäudesystemtechnik auf Basis einer separaten zweiadrigen Niedervoltleitung sowie der zugehörigen Hard- und Software in der Vorstufe der späteren Entwicklung des Steuerbussystems, das ab 1987 zusammen mit Berker, Jung, Gira, Merten in der Instabus-Gemeinschaft bis zur Gründung der EIBA im Jahr 1990 weiterentwickelt wurde und aus dem dann der Europäische Installationsbus (EIB) hervorging.
Seip war Mitglied im Vorstand des ZVEI sowie dort auch Präsident, Mitglied im Europäischen Komitee für elektrotechnische Normung (CENELEC) und in der IHK Regensburg. Er förderte die Arbeit der Ostbayerischen Technischen Hochschule Regensburg, war dort Kuratoriumsmitglied und Mitglied des Vereins der Freunde der OTH Regensburg.
Aus der 1959 geschlossenen Ehe gingen ein Sohn und eine Tochter hervor. Günter Seip starb wenige Wochen vor Vollendung seines 82. Lebensjahres. Seine Urne wurde in Marloffstein beigesetzt.

## Publikationen
- Günter G. Seip (Hrsg.): Elektrische Installationstechnik. Siemens AG Abt. Verl., 1984. [3-tlg. Werk; mehrere Aufl.; Übers.: engl., span., portug., chines.]
- Franz Kammerl (Autor); Günter G. Seip (Hrsg.): Gebäudesystemtechnik mit EIB. Sicherheit, Wirtschaftlichkeit, Flexibilität und Komfort mit zukunftsgerechter Elektroinstallatiostechnik. MCD Verlag, Erlangen 2000.

## Auszeichnungen
- Oktober 1996: Ehrensenator der OTH Regensburg[7]
- 1997: Matthäus-Runtinger-Medaille, Stadt Regensburg[9]